# ألان أفليلو
ألان أفليلو (بالفرنسية: Alain Afflelou)‏ (1 يناير 1948

 في معسكر) فرنسي الجنسية جزائري المولد أسس سلسلة محلات العدسات الطبية التي تحمل اسمه .

## السيرة الذاتية
في سنة 1962 قرر ألان برفقة عائلته مغادرة الجزائر واللجوء إلى فرنسا حيث استقروا في مدينة بوردو . افتتح أول محل للعدسات الطبية في سنة 1972 عندما كان يبلغ من العمر 24 سنة . في سنة 1978 أصبح يفتتح المحل تلو الآخر محققا نجاحا كاسحا .
كون علاقة عاطفية مع صديقته ألكسندرا لورسكي طوال 9 سنوات أسفر عن إنجاب ابنه الوحيد أنتوني سنة 1991 . في 12 ديسمبر 2002 تزوج من عارضة الأزياء الهولندية روزالي فان بريمن ولكنهما افصلا مؤخرا .
تم منح أفليلو وسام الشرف في 3 أبريل 2007 .
تولى رئاسة نادي بوردو الذي يلعب في الدرجة الأولى من 1991 إلى 1996 ثم تولى رئاسة نادي كريتيل الذي يلعب في الدرجة الوطنية من 1997 إلى 2001 . خلال موسم 2007/2008 أصبح أفليلو يملك جزء من نادي باريس سان جيرمان .